# پوولن
پوولن (به صربی: Povlen) یک کوه در صربستان است که در والیفو واقع شده‌است. پوولن ۱٬۳۴۷ متر بالاتر از سطح دریا واقع شده‌است.